# کامینا (استان اوپوله)
کامینا (به لهستانی: Kamienna) یک منطقهٔ مسکونی در لهستان است که در گمینا نامسووو واقع شده‌است. کامینا ۴۴۱ نفر جمعیت دارد.